# 莫特 (北达科他州)
莫特（英語：Mott），是美国北达科他州下属的一座城市。根据2010年美国人口普查，该市有人口721人。2011年估计该市有人口732人，相对于2010年，增长率为1.53%。